# Kolonie sullańskie
Kolonie sullańskie – rzymskie kolonie wojskowe zakładane z rozkazu dyktatora Sulli w najbardziej wrogich Rzymowi miastach italskich pokonanych w wojnie sprzymierzeńczej, m.in. Noli, Praeneste, Arretium, Clusium, Faesulae, Pompejach.